# Finale della Coppa delle nazioni africane 2006
La finale della Coppa delle nazioni africane 2006 si disputò il 10 febbraio 2006 allo Stadio Internazionale del Cairo di Il Cairo, tra le nazionali di Egitto e Costa d'Avorio. La partita fu vinta dall'Egitto ai tiri di rigori (4-2) dopo che i tempi regolamentari e supplementari terminarono 0-0, vittoria che valse ai Faraoni il loro quinto trofeo nella massima competizione tra nazionali maschili africane.

## Le squadre
| Squadra        | Finali (o spareggi) disputate in precedenza (il grassetto indica la vittoria) |
| -------------- | ----------------------------------------------------------------------------- |
| Egitto         | 5 (1957, 1959 1962, 1986, 1998)                                               |
| Costa d'Avorio | 1 (1992)                                                                      |

## Cammino verso la finale

### Tabella riassuntiva del percorso
| Squadra        | Pt | G |
| -------------- | -- | - |
| Egitto         | 7  | 3 |
| Costa d'Avorio | 6  | 3 |
| Marocco        | 2  | 3 |
| Libia          | 1  | 3 |

| Squadra        | Pt | G |
| -------------- | -- | - |
| Egitto         | 7  | 3 |
| Costa d'Avorio | 6  | 3 |
| Marocco        | 2  | 3 |
| Libia          | 1  | 3 |

## Tabellino
| Arbitro: | Daami |

|                                          |                      |                               |
| A. Hassan Abdelwahab Ali Zaki Aboutreika | Tiri di rigore 4 – 2 | Drogba K. Touré B. Koné Eboué |

| Egitto | Costa d'Avorio |

| Egitto         |    |                      |     |      |
|                |    |                      |     |      |
| P              | 1  | Essam El-Hadary      |     |      |
| D              | 4  | Ibrahim Said         |     | 113’ |
| D              | 5  | Abdel-Zaher El-Saqua | 75’ |      |
| D              | 20 | Wael Gomaa           |     | 21’  |
| D              | 12 | Mohamed Barakat      |     |      |
| C              | 11 | Mohamed Shawky       |     |      |
| C              | 17 | Ahmed Hassan         | 56’ |      |
| C              | 3  | Mohamed Abdelwahab   |     |      |
| C              | 22 | Mohamed Aboutrika    |     |      |
| A              | 10 | Emad Moteab          |     | 81’  |
| A              | 19 | Amr Zaki             |     |      |
| Sostituzioni:  |    |                      |     |      |
| D              | 7  | Ahmed Fathi          |     | 21’  |
| C              | 6  | Hassan Mostafa       |     | 81’  |
| A              | 14 | Abdel Halim Ali      |     | 113’ |
| CT:            |    |                      |     |      |
| Hassan Shehata |    |                      |     |      |

| Costa d'Avorio |    |                    |      |     |
|                |    |                    |      |     |
| P              | 1  | Jean-Jacques Tizié | 119’ |     |
| D              | 3  | Arthur Boka        |      |     |
| D              | 4  | Kolo Touré         |      |     |
| D              | 6  | Blaise Kouassi     | 43’  |     |
| D              | 19 | Yaya Touré         |      | 91’ |
| C              | 21 | Emmanuel Eboué     | 53’  |     |
| C              | 2  | Kanga Akalé        | 2’   | 60’ |
| C              | 5  | Didier Zokora      |      |     |
| C              | 7  | Emerse Faé         |      |     |
| A              | 9  | Arouna Koné        |      |     |
| A              | 11 | Didier Drogba      |      |     |
| Sostituzioni:  |    |                    |      |     |
| A              | 8  | Bonaventure Kalou  |      | 60’ |
| A              | 14 | Bakari Koné        |      | 91’ |
| CT:            |    |                    |      |     |
| Henri Michel   |    |                    |      |     |